# Saint-Ciers-sur-Bonnieure
Saint-Ciers-sur-Bonnieure is een gemeente in het Franse departement Charente (regio Nouvelle-Aquitaine) en telt 256 inwoners (1999). De plaats maakt deel uit van het arrondissement Confolens.

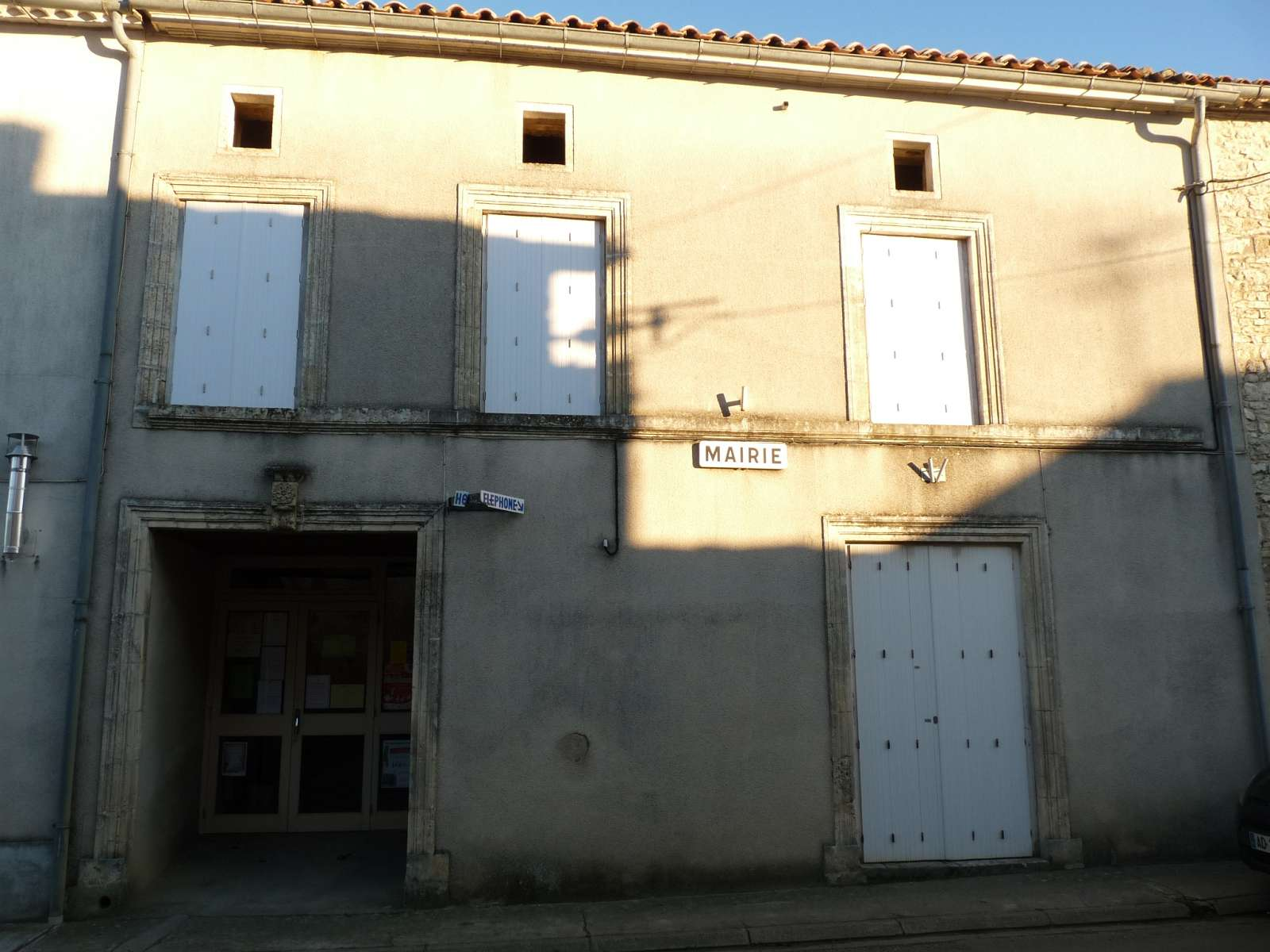
Gemeentehuis
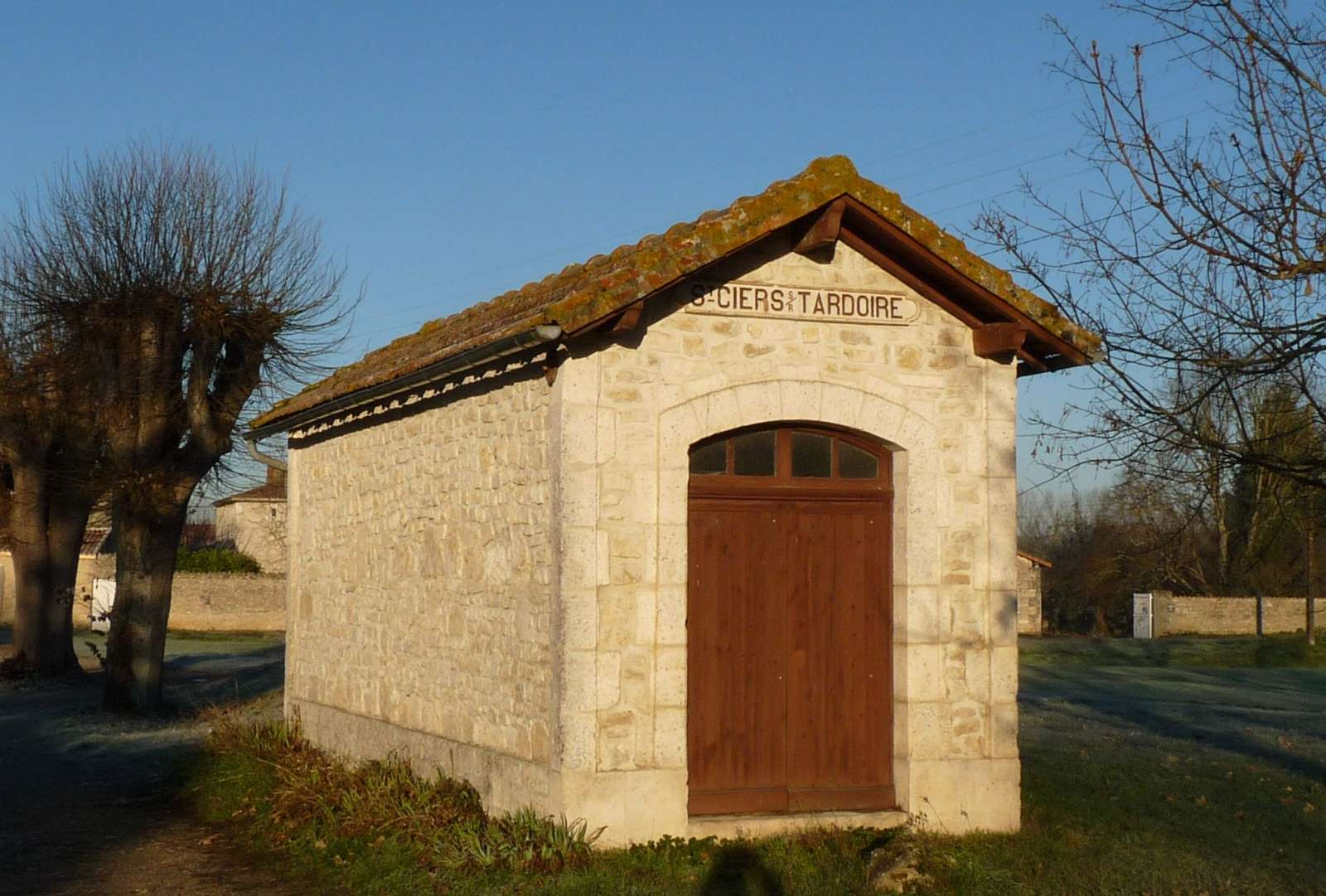
Voormalig station
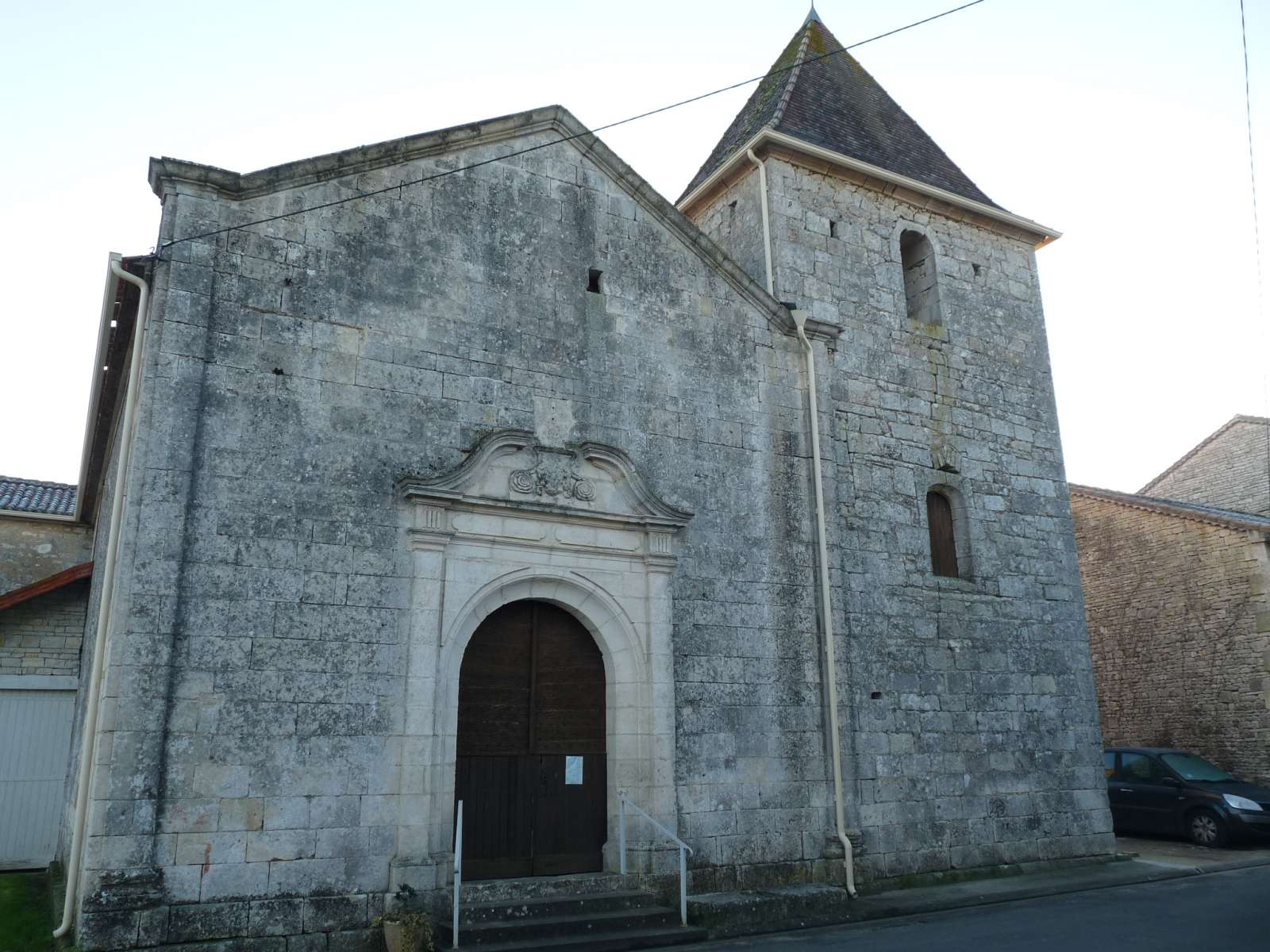
kerk van Saint-Ciers-sur-Bonnieure

## Geografie
De oppervlakte van Saint-Ciers-sur-Bonnieure bedraagt 10,4 km², de bevolkingsdichtheid is 24,6 inwoners per km².
De onderstaande kaart toont de ligging van Saint-Ciers-sur-Bonnieure met de belangrijkste infrastructuur en aangrenzende gemeenten.

## Demografie
Onderstaande figuur toont het verloop van het inwonertal (bron: INSEE-tellingen).